# ブルーノ・ヴァイル
ブルーノ・ヴァイル（Bruno Weil, 1949年11月24日 - ）は、ドイツの指揮者。

## 経歴
ラインラント＝プファルツ州 ハンステッテン の生まれ。ウィーンでハンス・スワロフスキーとフランコ・フェラーラに師事する。1979年カラヤン指揮者コンクールで2位に入賞。
1988年、ヘルベルト・フォン・カラヤンの代役として急遽ザルツブルク音楽祭の舞台でウィーン・フィルハーモニー管弦楽団とモーツァルトの歌劇ドン・ジョヴァンニを指揮し、デビュー。
これまでにベルリン・フィルハーモニー管弦楽団、バイエルン国立管弦楽団、ドレスデン・シュターツカペレ、ウィーン・フィルハーモニー管弦楽団、ウィーン交響楽団、ロサンジェルス・フィルハーモニック、モントリオール交響楽団、エイジ・オブ・インライトゥメント管弦楽団、フランス国立管弦楽団、イギリス室内管弦楽団、NHK交響楽団、読売日本交響楽団、ボストン交響楽団、サンフランシスコ交響楽団、シドニー交響楽団、セントポール室内管弦楽団など、世界の数多くのオーケストラを指揮している。
特にオペラ指揮者としてウィーンのフォルクス・オーパー、ウィーン国立歌劇場などの各地の歌劇場に登場する一方、オリジナル楽器を使用した演奏も得意としており、ターフェルムジーク・バロック管弦楽団やカペラ・コロニエンシスとハイドン、モーツァルト、ベートーヴェンの交響曲やロマン派のオペラをレコーディングしている。
現在、ミュンヘン音楽大学やザルツブルク・モーツァルテウム大学で教鞭をとっている。